# Батюк Степан Якович
Степа́н Я́кович Батю́к (20 грудня 1891, с. Стоянів, Львівщина — 10 березня 1965, с. Салівка, нині в межах села Ягільниця Чортківського р-ну Тернопільської області) — педагог і освітній діяч на Лемківщині, майстер різьблення по дереву.

## Біографія
Закінчив учительську семінарію в Сокалі. Першим його вчителем у ділянці різьбярства та ліплення з глини був його дід Михайло Вербицький. 
Різьбити почав ще семінаристом. Після закінчення учительської семінарії (1912) за закликом Івана Франка поїхав працювати на Лемківщину, учителював у Новиці, Вижньому Регетові, Висові. Зарекомендував себе не лише педагогом високої кваліфікації, а й активним громадським діячем. У селах заснував хорові і драматичні гуртки, поставив ряд п'єс українських класиків. Незадоволені польські власті силоміць перевели його у польське село Бохню. 1945 року переселений на Тернопільщину.
Відомий як художник і різьбяр, автор барельєфів і горельєфів «Дума про минуле», «Богдан Хмельницький», «Каменярі», «Тарас Бульба», «Шевченко в засланні» та інших, які неодноразово експонувалися на республіканських і обласних виставках.
Автор кількох рукописних праць про історію шкільництва на Лемківщині.